# Bergschrund

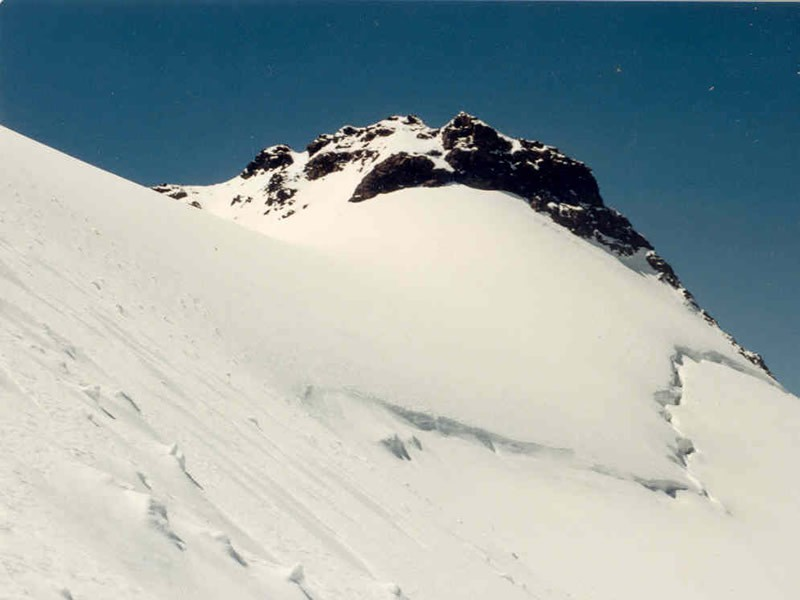
Bergschrund i Schnapfenspitze, Österrike

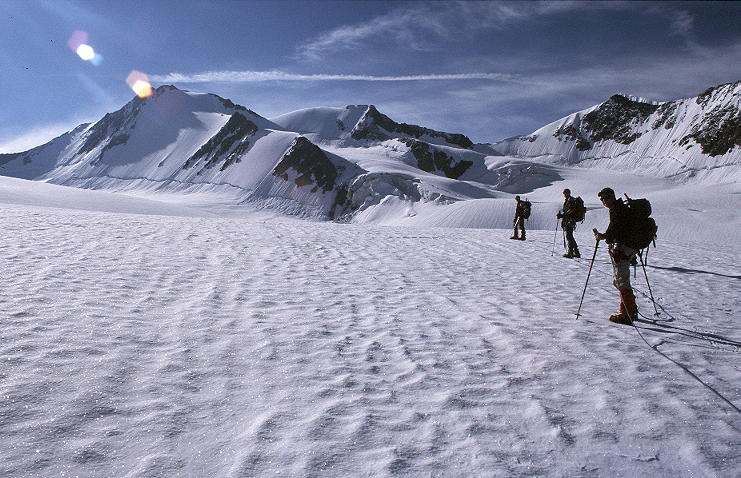
Bergschrund syns längs bergsväggarna på Hintere Schwärze. Ötztalalperna, Österrike

Bergschrund kallas den spricka som separerar glaciären från bergväggen (och på bergväggen fastfrusen is) i glaciärens övre delar. Bergschrundet är ofta bland de största sprickor som kan observeras på svenska glaciärer. 
Ett tidigare svenskt namn var jökelsläppa. Idag är det tyska ordet Bergschrund (som betyder bergsklyfta) internationellt vedertaget.